# Кизеловский район
Кизеловский район — бывшая административно-территориальная единица в составе Уральской области РСФСР в СССР. 
Существовал с 1924 до 1931 гг. Административный центр — город Кизел.
С 2004 до 2018 гг. в границах современного Кизеловского городского округа существовал Кизеловский муниципальный район, включавший город Кизел с прилегающими населёнными пунктами.

## Население
Численность населения района по данным переписи населения 1926 года составляла 41 823 человека, в том числе русские — 87,6 %, татары — 10,1 %. Городское население — 30864 человека или 73,8 %.

## История
Кизеловский район был образован 24 февраля 1924 года с центром в рабочем посёлке Кизел в составе Верхнекамского округа Уральской области РСФСР. В район вошли Александровская, Кизеловская, Всеволодо-Вильвенская, Усьвинская, Подслудская (частично), Яйвинская, Растесская волости Усольского уезда Пермской губернии.
Постановлением ВЦИК от 5 апреля 1926 года районный центр Кизел из рабочего посёлка преобразован в город.
По состоянию на 1926 год Кизеловский район имел площадь в 9100 км² и в него входили 195 населённых пунктов, в том числе 7 городских населённых пунктов (из которых 1 город и 6 посёлков городского типа: рабочих посёлков и заводов) и 188 сельских населённых пунктов, которые объединялись в 1 городской совет, 5 поселковых советов и 4 сельсовета:
| №         | Наименование                               | Административный центр       | Количество населённых пунктов | в т.ч. город- ских нп | Население по переписи 1926 года (чел.) | в т.ч. городское население по переписи 1926 года (чел.) | Городские населённые пункты                                         |
| --------- | ------------------------------------------ | ---------------------------- | ----------------------------- | --------------------- | -------------------------------------- | ------------------------------------------------------- | ------------------------------------------------------------------- |
| 1         | Кизеловский городской совет                | г. Кизел                     | 9                             | 1                     | 14405                                  | 14015                                                   | г. Кизел (14015)                                                    |
| 2         | Александровский поселковый сельсовет       | зав. Александровский (Лытва) | 9                             | 2                     | 4653                                   | 4591                                                    | р.п. Александровский (3302), р.п. Луньевка (Луньевские копи) (1289) |
| 3         | Всеволодо-Вильвенский поселковый сельсовет | р.п. Всеволодо-Вильва        | 19                            | 1                     | 3001                                   | 1487                                                    | р.п. Всеволодо-Вильва (Шабурная) с ж.д. ст. (1487)                  |
| 4         | Губахинский поселковый сельсовет           | р.п. Губаха                  | 10                            | 1                     | 7206                                   | 6808                                                    | р.п. Губаха (6808)                                                  |
| 5         | Половинский поселковый сельсовет           | пос. Половинка               | 16                            | 1                     | 3079                                   | 2018                                                    | пос. Половинка (2018)                                               |
| 6         | Усьвинский поселковый сельсовет            | пос. Усьва                   | 9                             | 1                     | 2281                                   | 1945                                                    | пос. Усьва (1945)                                                   |
| 7         | Маловильвенский сельсовет                  | д. Малая Вильва              | 30                            | 0                     | 1586                                   | 0                                                       |                                                                     |
| 8         | Подслудский сельсовет                      | c. Подслудное                | 15                            | 0                     | 1197                                   | 0                                                       |                                                                     |
| 9         | Растесский сельсовет                       | c. Растес                    | 5                             | 0                     | 602                                    | 0                                                       |                                                                     |
| 10        | Усть-Игумский сельсовет                    | c. Усть-Игум                 | 73                            | 0                     | 3813                                   | 0                                                       |                                                                     |
| 10.000001 | итого                                      |                              | 195                           | 7                     | 41823                                  | 30864                                                   |                                                                     |

В 1930 году все округа в области и по стране были упразднены. Кизеловский район стал входить непосредственно в состав Уральской области РСФСР. Постановлением Президиума ВЦИК «Об изменениях в составе городов, рабочих поселков и районов Уральской области» 10 июня 1931 года Кизеловский район был упразднён, а город Кизел стал городом областного подчинения.
В 1934 году территория бывшего района стала частью Свердловской области, а в 1938 году — частью новообразованной Пермской области. Большая часть земель к югу от Кизела в 1941 году перешла в подчинение новому городу областного значения Губахе, а к северу и к северо-западу — в образованный в 1942 году Александровский район (с 1951 года — город областного значения Александровск с подчинёнными его горсовету населёнными пунктами). При этом восток бывшего Кизеловского района — Растесский сельсовет — позже был передан в Свердловскую область.